# Juan Patricio Boza Chirino
Juan Patricio Boza Chirino (Las Palmas de Gran Canària, 17 de març de 1937) és un enginyer i polític canari establert a Catalunya en els anys 1980.
Es graduà en enginyeria tècnica, va fer estudis d'administració d'empreses a l'IESE, i va treballar d'enginyer a Servomecanismos SA, empresa del sector de l'automoció, i posteriorment a Talleres Casals SA. Establert a Ripoll, en 1987 va substituir en el seu escó de diputat a Concepció Ferrer i Casals, escollida a les eleccions al Parlament de Catalunya de 1984. Fins al 1988 fou membre de la Comissió de Control Parlamentari de l'Actuació de la Corporació Catalana de Ràdio i Televisió i de les Empreses Filials i de la Comissió d'Indústria, Energia, Comerç i Turisme.